# Championnat du monde féminin de curling 2009
Navigation
Édition précédente Édition suivante
Le Championnat du monde féminin de curling 2009 se déroule à Gangneung (Corée du Sud) du 21 mars 2009 et 29 mars 2009.

## Nations participantes
La Corée du Sud est qualifiée directement en tant que nation-hôte et le Canada en tant que tenant du titre. La Chine a remporté le titre de champion de Pacifique et les États-Unis les qualifications d'Amérique. Enfin les huit autres nations sont européennes, il s'agit des sept premiers de l'édition 2008 du Championnat d'Europe c'est-à-dire la Suisse, la Suède, le Danemark, l'Allemagne, l'Italie, l'Écosse et la Russie, enfin la Norvège s'est qualifiée au détriment de l'Angleterre en match de barrage.
| Amériques - Canada - États-Unis Pacifique - Chine - Corée du Sud | Europe - Écosse - Norvège - Allemagne - Suisse - Danemark - Italie - Russie - Suède |

Le classement final de ce tournoi est pris en compte pour déterminer les nations qualifiées pour les prochains jeux olympiques d'hiver de 2010 de Vancouver au même titre que les championnats du monde 2007 et 2008.

## Équipes
| Canada | Chine | Danemark |
| --- | --- | --- |
| St. Vital CC, Winnipeg Skip: Jennifer Jones Third: Cathy Overton-Clapham Second: Jill Officer Lead: Dawn Askin Alternate: Jennifer Clarke-Rouire       | Harbin CC, Harbin Skip: Wang Bingyu Third: Liu Yin Second: Yue Qingshuang Lead: Zhou Yan Alternate: Liu Jinli                                       | Tårnby CC, Tårnby Skip: Angelina Jensen* Fourth: Madeleine Dupont Third: Denise Dupont Lead: Camilla Jensen Alternate: Ane Hansen (*Throws second rocks) |
| Allemagne | Italie | Corée du Sud |
| SC Riessersee, Garmisch-Partenkirchen Skip: Andrea Schöpp Third: Monika Wagner Second: Melanie Robillard Lead: Stella Heiß Alternate: Tina Tichatschke | CC Dolomiti, Cortina d'Ampezzo Skip: Diana Gaspari Third: Giorgia Apollonio Second: Violetta Caldart Lead: Elettra De Col Alternate: Claudia Alvera | Kyung Gido Council, Gyeonggi-do Skip: Kim Mi-Yeon Third: Shin Mi-Sung Second: Lee Seul-Bee Lead: Lee Hyun-Jung Alternate: Kim Ji-Sun                     |
| Norvège | Russie | Écosse |
| Oppdal CK, Oppdal Skip: Marianne Rørvik Third: Henriette Lövar Second: Kristin Skaslien Lead: Ingrid Stensrud Alternate: Kristin Tösse Lövseth         | Moskvitch CC, Moscou Skip: Ludmila Privivkova Third: Olga Jarkova Second: Nkeiruka Ezekh Lead: Ekaterina Galkina Alternate: Margarita Fomina        | Perth Skip: Eve Muirhead Third: Karen Addison Second: Rachael Simms Lead: Anne Laird Alternate: Jackie Lockhart                                          |
| Suède | Suisse | États-Unis |
| Härnösands CK, Härnösand Skip: Anette Norberg Third: Eva Lund Second: Cathrine Lindahl Lead: Margaretha Sigfridsson Alternate: Kajsa Bergström         | Davos CC, Davos Skip: Mirjam Ott Third: Carmen Schäfer Second: Valeria Spälty Lead: Janine Greiner Alternate: Carmen Küng                           | Madison CC, Madison Skip: Debbie McCormick Third: Allison Pottinger Second: Nicole Joraanstad Lead: Natalie Nicholson Alternate: Tracy Sachtjen          |

## Résultats

### Classement
| Nation       | Skip               | V  | D  | PF | PA | Shot % |
| ------------ | ------------------ | -- | -- | -- | -- | ------ |
| Chine        | Wang Bingyu        | 10 | 1  | 81 | 53 | 81     |
| Danemark     | Angelina Jensen    | 9  | 2  | 78 | 55 | 80     |
| Canada       | Jennifer Jones     | 9  | 2  | 88 | 60 | 84     |
| Suède        | Anette Norberg     | 7  | 4  | 79 | 65 | 80     |
| Suisse       | Mirjam Ott         | 6  | 5  | 79 | 70 | 79     |
| Allemagne    | Andrea Schöpp      | 6  | 5  | 73 | 60 | 77     |
| Russie       | Ludmila Privivkova | 5  | 6  | 62 | 74 | 79     |
| Écosse       | Eve Muirhead       | 5  | 6  | 62 | 64 | 80     |
| États-Unis   | Debbie McCormick   | 4  | 7  | 67 | 78 | 79     |
| Corée du Sud | Kim Mi-Yeon        | 3  | 8  | 59 | 73 | 73     |
| Norvège      | Marianne Rørvik    | 1  | 10 | 52 | 91 | 73     |
| Italie       | Diana Gaspari      | 1  | 10 | 47 | 85 | 73     |

### Tableau final
|  | Play-off | Play-off | Play-off |  |  | Demi-finale | Demi-finale | Demi-finale |  |       | Finale | Finale | Finale |
|  |          |          |          |  |  |             |             |             |  |       |        |        |        |
|  |          |          |          |  |  |             |             |             |  |       |        |        |        |
|  | 1        | Chine    | 6        |  |  |             |             |             |  |       |        |        |        |
|  | 2        | Danemark | 3        |  |  |             |             |             |  |       |        | Chine  | 8      |
|  |          |          |          |  |  | Danemark    | 6           |             |  | Suède | 6      |        |        |
|  |          |          |          |  |  | Suède       | 7           |             |  |       |        |        |        |
|  | 3        | Canada   | 4        |  |  |             |             |             |  |       |        |        |        |
|  | 4        | Suède    | 5        |  |  |             |             |             |  |       |        |        |        |

|  | Finale   |   |
|  |          |   |
|  |          |   |
|  |          |   |
|  | Canada   | 6 |
|  | Canada   | 6 |
|  | Danemark | 7 |
|  | Danemark | 7 |